# 格劳尔
格劳尔是德国石勒苏益格－荷尔斯泰因州的一个市镇。总面积5.73平方公里，总人口253人，其中男性121人，女性132人（2011年12月31日），人口密度44人/平方公里。